# Henry Bradley (Philologe)
Henry Bradley (* 3. Dezember 1845 in Nottinghamshire; † 23. Mai 1923 in Oxford) war ein britischer Anglist (Philologe) und Lexikograph. Er war 1933 mit William A. Craigie (1867–1957) Herausgeber des ersten Supplements des Oxford English Dictionary (OED) und davor vierter Herausgeber des OED.
Bradley war der Sohn eines Bauern. Von 1855 bis 1859 ging er auf die Chesterfield Grammar School, danach zog die Familie nach Sheffield. Er war zwanzig Jahre lang (1863 bis 1883) Angestellter einer Firma für Besteck in Sheffield, zuständig für die Korrespondenz. Daneben studierte er Sprachen und verfasste literaturgeschichtliche und literaturkritische Arbeiten. 1884 machte er das zu seinem Lebensunterhalt und zog nach London. Neben wirtschaftlichen Gründen spielte auch die Gesundheit seiner Frau eine Rolle.
1884 erregte er Aufmerksamkeit durch seine gründliche Kritik des ersten Bandes des OED von James Murray, die tiefgehende philologische Kenntnisse vieler Sprachen erkennen ließ. Sie erschien in der Londoner Literaturzeitschrift Academy. Man sah darin eine faire, ausgewogene und gut begründete Kritik und Murray zog ihn darauf für den OED zu Rat. 1886 stellte man Bradley als Mitarbeiter an (er arbeitete zunächst am Buchstaben B) und war schließlich ab 1888 zweiter Herausgeber des OED neben Murray, dem dies zunächst widerstrebte (der Sekretär L. Gell wollte das Projekt aber beschleunigen). Im OED bearbeitete er die Buchstaben E bis G, L, M, S bis Sh, St und Teile von W. 1896 zog er nach Oxford in ein Gebäude der Oxford UP, die den OED herausgab. Gleichzeitig wurde er dort Mitglied des Exeter College. Im Gegensatz zu dem manchmal hitzigen Murray zeichnete er sich durch ein ruhiges Temperament aus und er war bescheiden. Bradley arbeitete als Herausgeber unabhängig von Murray zunächst in London im British Museum, dann ab 1896 im Old Ashmolean Museum in Oxford. Als Murray 1915 starb, wurde er Gesamtherausgeber und blieb dies bis zu seinem Tod.
Er wurde Fellow des Magdalen College in Oxford (ab 1916), Ehrendoktor in Oxford (Honorary MA 1896, D. Litt. 1914 mit Murray) und Heidelberg und war seit 1907 Fellow der British Academy. Er war Präsident der Philological Society in London und Mitgründer der Society for Pure English (SPE).
1904 veröffentlichte er eine Geschichte der englischen Sprache, die nach seinem Willen auch für Laien verständlich sein sollte.
1872 heiratete er Eleanor Kate Hides. Er liegt auf dem St. Cross Churchyard in Oxford begraben.
In dem 2019 veröffentlichten Film The Professor and the Madman wird Bradley von Ioan Gruffudd dargestellt.

## Schriften
- The Making of English, New York: Macmillan, 1904, Archive
- The story of the Goths, from the earliest times to the end of the Gothic dominion in Spain, 1887, London: T. Fisher Unwin Archive
- On the relations between spoken and written language, with special reference to English, London: British Academy 1913, Archive
- Collected papers of Henry Bradley, 1928